# إدفيناس غيرتموناس
إدفيناس غيرتموناس (1 يونيو 1996 بشيلاله في ليتوانيا - ) هو لاعب كرة قدم ليتواني في مركز حراسة المرمى. شارك مع منتخب ليتوانيا تحت 17 سنة لكرة القدم ومنتخب ليتوانيا تحت 19 سنة لكرة القدم ومنتخب ليتوانيا تحت 21 سنة لكرة القدم ومنتخب ليتوانيا لكرة القدم. أما مع النوادي، فقد لعب مع ستاد رين ونادي أتلانتس وFK Tauras Tauragė ‏.

## وصلات خارجية
- إدفيناس غيرتموناس على موقع الاتحاد الأوربي (الإنجليزية)
- إدفيناس غيرتموناس على موقع قاعدة بيانات كرة القدم.إي يو (الإنجليزية)
- إدفيناس غيرتموناس على موقع ناشيونال فوتبول تيمز (الإنجليزية)
- إدفيناس غيرتموناس على موقع Soccerway.com (الإنجليزية)
- إدفيناس غيرتموناس على موقع AS.com (الإسبانية)